# كتيبة شوتزمانشافت 201
كتيبة شوتزمانشافت 201 في الحرب العالمية الثانية فرق الحراسة كتيبة شرطة مساعدة (Schuma) التي شكلتها الألمان النازيين في 21 أكتوبر، 1941،  في الغالب من جنود أوكرانيين كتيبة نايتنغيل المنحلة قبل شهرين و كتيبة رولاند. كانت الكتيبة جزءًا من مجموعة الجيوش الوسطى التي كانت تعمل في بيلاروسيا.
كانت نايتنغيل مجموعة استخبارات متفرعة من ابوهر،  ولكن وفقًا للمؤرخين الآخرين، كانت وحدة من شرطة الأمن مؤلفة بشكل حصري تقريبًا من أعضاء OUN (b)، الذين تم نقلهم من فينيتسا إلى Neuhammer في 13 أغسطس 1941 ونزع سلاحهم تحت تهديد السلاح بسبب الخلاف السياسي مع القيادة الألمانية. يقول المؤرخ فرانك جولكوفسكي إن الكتيبة قاتلت ضد الثوار وشاركت في الإبادة الجماعية اليهودية في بيلاروسيا. وفقًا للمؤرخ جون بول هيماكا، لم يدرس أحد على وجه التحديد أنشطة شوما 201 فيما يتعلق بتدمير السكان اليهود. لكننا نعرف - كتب هيماكا - أن الألمان استخدموا بشكل روتيني كتائب شوما في بيلاروسيا لمحاربة الثوار وقتل اليهود.  
بلغ عدد الكتيبة 201 650 شخصًا، ينتمي معظمهم إلى جناح ستيبان بانديرا لمنظمة القوميين الأوكرانيين. خدمو لمدة عام في بيلاروسيا قبل أن يتم حلها. كان رومان شوتشيفيتش، القائد الأعلى للـ UPA من 1943 إلى 1950، ضابطًا في الكتيبة.
سيتم بعد ذلك تجنيد العديد من أعضائها، ولا سيما الضباط، في جيش المتمردين الأوكرانيين.

## حل
في 1 ديسمبر 1942 بعد انتهاء عقودهم، رفض أعضاء الفيلق تجديدها. ونتيجة لذلك، تم احتجاز أفراد الكتيبة 201 ونقلوا إلى لفيف.
اقترحت القيادة الألمانية على جميع الذين كانوا في الكتيبة أن يجتمعوا في لوبلين لتشكيل وحدة جديدة، ومع ذلك، لم يشترك أي من الأوكرانيين، ونقل عدد قليل جدًا منهم لوبلان. تم القبض على البعض ووضعوا في السجن في شارع Lonsky، هرب رومان شوخيفيتش، واختبأ. 